# IEEE-488

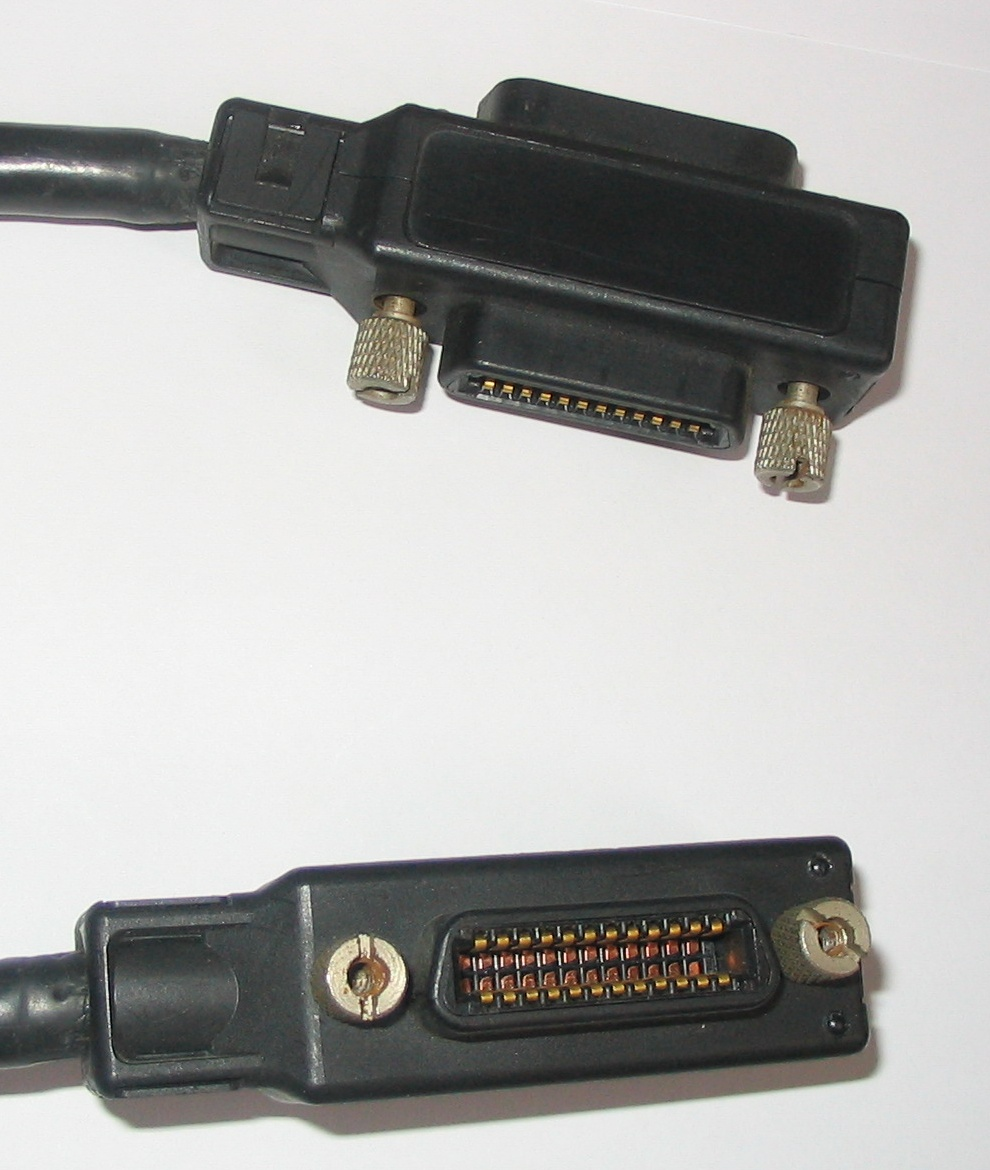
IEEE-488 고정 커넥터

IEEE-488은 단거리 디지털 통신 버스이다. 1960년대 후반 전자 측정 장비에 사용되었으며 지금도 사용되고 있다. IEEE-488은 HP-IB(Hewlett-Packard Interface Bus)로서 개발되었으며, 보통 GPIB (General Purpose Interface Bus)로 불린다.

## 장단점

### 장점
- 단순한 하드웨어 인터페이스
- 단일 호스트에 다수의 기기 연결 가능
- 저속 기기와 고속 기기를 혼합해 연결 가능
- 기술적으로 안정적이고 폭넓게 이용됨
- 단자가 튼튼하고 나사로 고정해 USB 등과 같이 쉽게 빠지지 않음
- 케이블이 튼튼해 다양한 환경에서도 안정적으로 연결 가능

### 단점
- 큰 단자와 두꺼운 케이블
- 명령 프로토콜 표준이 없다 (SCPI로 개선)
- 전송 종료 등과 같은 부분에 대한 통일된 구현 방법이 없어 IEEE-488.2 이전 세대 기기와의 호환성 문제가 있음
- 버스와 기기 사이에 전자교란 분리에 대한 의무가 없음
- 대역폭이 낮음
- RS-232/USB/FireWire/이더넷 등에 비해 고가
- RS-232/USB/FireWire/이더넷 등에 비해 구하기가 힘듦